# Fudbalski Klub BASK
El Fudbalski Klub BASK (serbi: ФК БАСК) és un club de futbol serbi de la ciutat de Belgrad. BASK són les inicials de Beogradski Akademski Sportski Klub.

## Història
L'any 1891 fou creada la societat gimnàstica SK Soko. El club creà secció de futbol el 18 d'abril de 1903.
Evolució del nom:
- 1903-1933: SK Soko
- 1933-1945: BASK
- 1945-1953: FK Senjak
- 1953-avui: FK BASK

## Palmarès
- Segona divisió sèrbia: 
  - 2010-11

- Tercera divisió sèrbia/Belgrad: 
  - 2009-10

## Futbolistes destacats
Futbolistes internacionals:
| - Ratomir Čabrić - Kolnago Ferante - Milutin Ivković - Milovan Jakšić - Andreja Kojić - Miroslav Lukić - Milorad Mitrović | - Stojan Popović - Miodrag Ranojević - Mladen Sarić - Slavko Šurdonja - Aleksandar Tomašević - Milan Biševac | - Dušan Petronijević - Borislav Stevanović - Bojan Zajić - Bratislav Živković - Milan Stojanovski - Vladimir Rodić |

## Entrenadors destacats
- Otto Necas (1925-1926)
- Dimitrije Davidović (1931-1932)
- Sima Simić (1932-1934)[6]
- Dimitrije Milojević (1934-1935)[6]
- Milenko Jovanović (1935-1936)[6]
- Milutin Ivković (1936-1937)[6]
- Hans Bloch (1937-1938)[6]
- Milutin Ivković (1938-1939)[6]
- Simo Krunić (2006)
- Blagoje Paunović (2010-2011)